# U-212号潜艇
U-212号（德語：U 212）是纳粹德国战争海军建造的568艘VII-C型潜艇（或称U艇）之一。它由基尔的日耳曼尼亚船厂承建，于1942年3月11日下水，至4月25日交付使用。第二次世界大战期间，该艇曾执行过十二次巡逻作战，仅击沉1艘容积总吨为80吨的苏联商船。1944年7月21日，U-212号在布赖顿以南的英吉利海峡遭英国巡防艦柯曾号和伊金斯号以深水炸弹击沉，艇内49名官兵全数阵亡。

## 设计
VII-C型是VII级潜艇的第三次、也是最有价值的改进型。它搭载了被称为“S装置”的新式主动声呐系统，为了容纳这种新设备，VII-C型的艇体尺寸有所增加，并重新设计了压载水舱，在其两侧各增加了一个可提供储备浮力的小型浮舱，有利于潜艇完成快速下潜。U-212号的全长为67.10米，舷宽6.20米、并有4.74米的吃水深度，水上和水下排水量分别为769吨和871吨。该艇采用双轴设计，具有两副直径为1.23米的三叶螺旋桨。在机械系统方面，VII-C型艇也得到了升级：通过艇上配备的燃油过滤系统，柴油机润滑系统的使用受命得以延长，也为不同润滑剂在艇上机械设备上混合使用留足了余地。原先前型艇用于发射鱼雷和主压载舱吹除操作的电动空气压缩机则改为容克斯的柴动压缩机，从而减小了对艇上电气系统的依赖；此外，该型艇还装配了更为现代化的电力转换系统。动力由两台日耳曼尼亚生产的F46型六缸四冲程1,400匹公制馬力（1,000千瓦特）机械增压柴油机用于水面运行，以及两台AEG提供的GU 460/8-276型375匹公制馬力（280千瓦特）双作用电动发电机用于水下航行；水面最高航速17.7節（32.8每小時），水下7.6節（14.1每小時）；能够在水面以10節（19每小時）航速续航8,500海里（15,700），或以4節（7.4每小時）连续在水下航行80海里（150）而无需充电。
武器装备方面，U-212号装备有五具内置式鱼雷发射管——艇艏四具、艇艉一具。其艇艉的鱼雷发射管设计在耐压壳体内部、两片舵之间，鱼雷可以由此向外发射。在轮机舱甲板下方还配备了用于艇艉的鱼雷装填系统，耐压壳体与甲板室之间一前一后还设计有外置鱼雷贮存装置，因此U-212号可携带14枚G7型鱼雷。但不同于其它批次的C型艇，该艇不设水雷贮存及布设装置。此外，它还搭载有一门配备220发弹药的88毫米35式速射炮以及一门配备1,195发弹药20毫米30式高射炮作为甲板炮。其标准船员编制为4名军官及40－56名水兵。

## 历史
1939年10月16日，海军造舰局将U-212号的建造合同发包予基尔的日耳曼尼亚船厂，并自1941年5月17日开始铺设龙骨，建造序列为641。经过近十个月的建造，它于1942年3月11日下水，至4月25日在首度担任艇长的海军中尉赫尔穆特·福格勒的指挥下交付使用。完成海试后，该艇加入驻但泽的第8潜艇区舰队，先是在波罗的海进行战备训练，进而于1942年10月作为前线艇移驻挪威卑尔根的第11潜艇区舰队。从1943年6月至10月，U-212号又换编至驻特隆赫姆的第13潜艇区舰队；自1943年11月起再移驻德占法国，加入驻拉帕利斯的第3潜艇区舰队直至1944年7月沉没。与当时大多数德国U艇一样，它在瞭望塔上漆有其主保城市施托尔曼的纹章作为艇徽。
第二次世界大战期间，U-212号曾执行过十二次巡逻和十三次狼群作战，足迹遍及北大西洋和北冰洋多地，却仅间接击沉1艘容积总吨为80吨的苏联商船。那是1943年8月5日，摩托艇马亚科夫斯基号（Majakovski）在卡拉海的涅涅茨附近因触及该艇此前于7月31日、即第七次巡逻期间布设的水雷而沉没。而此后的巡逻中，U-212号更多的是成为敌军袭击的受害者。首先是1944年1月14日21:30，一架隶属英国皇家空军第224中队、配备利式探照灯的B-24轟炸機在比斯开湾对正在出航执行第九次巡逻的该艇进行扫射，并投掷了四枚深水炸弹。深水炸弹落点较远，未造成任何损伤，但福格勒的88毫米炮在第一次射击后发生故障，20毫米炮的炮管也在抵御对方的第二轮扫射时爆裂。随后，U-212号于2月25日抵达亚速尔群岛以北与友艇U-549号会合，以移交纳克索斯和博尔库姆无线电侦察探测仪。19:53，它们遭到一架身份不明的卡特琳娜水上飛機袭击。当U-549号下潜时，福格勒击退了第一轮攻击，继而自行下潜。两艇均未受损，移交工作很快完成。3月8日21:57，返航途中的U-212号又在拉科鲁尼亚西北海域遭到一架隶属英国皇家空军第547中队的B-24轰炸机的扫射，并投掷了三枚深水炸弹。德国人用防空火力击退了进攻，随后紧急下潜，同样毫发无损地逃脱。
1944年6月7日，即第十次巡逻前往干扰诺曼底登陆的盟军舰队途中，U-212号遭到两架隶属英国皇家空军第248中队的蚊式轟炸機攻击，导致通气管受损，被迫返回基地进行维修。7月5日，U-212号与友艇U-741号一起从布雷斯特再次起航，前往盟军登陆区。在英国驱逐舰袭击两艘U艇及其护航舰艇时，福格勒也躲过了一劫，然而此后便杳无音讯。据推测，U-212号已于7月13日左右抵达登陆区。根据盟军的估计，该艇是7月21日在布赖顿以南的英吉利海峡比奇角附近（50°27′N 00°13′W / 50.450°N 0.217°W）遭英国巡防艦柯曾号和伊金斯号联合以刺蝟砲和深水炸弹击沉，艇内49名官兵全数阵亡。

## 袭击历史摘要
| 日期         | 船名           | 船籍 | 吨位 | 结局         |
| ------------ | -------------- | ---- | ---- | ------------ |
| 1943年8月5日 | 马亚科夫斯基号 | 苏联 | 80   | 击沉（触雷） |

## 脚注
1. ↑  威廉生，第11頁.
2. ↑  加洛普，第74頁.
3. 1 2  Gröner 1991，第43–46頁.
4. ↑  加洛普，第72頁.
5. ↑  . U-Boot-Archiv.   [2025-08-08].
6. 1 2 3  Helgason, Guðmundur. . German U-boats of WWII - uboat.net.   [2025-08-08].
7. ↑  Helgason, Guðmundur. . German U-boats of WWII - uboat.net.   [2025-08-08].
8. 1 2  Helgason, Guðmundur. . German U-boats of WWII - uboat.net.   [2025-08-08].
9. ↑  Helgason, Guðmundur. . German U-boats of WWII - uboat.net.   [2025-08-08].
10. ↑  Blair，第704頁.